# منطقة شاههدول
شاههدول رمزها «SH» (بالإنجليزية: Shahdol)‏ ، هو تقسيم إداري لدولة الهند تتبع ولاية مدية برديش (بالإنجليزية: Madhya  Pradesh)‏ ، مركزها هو مدينة شاههدول (بالإنجليزية: Shahdol)‏ عدد سكانها حسب تعداد سنة 2001 هو 1,572,748 ، مساحتها 9,954 كم² وكثافة السكان 158 لكل كم² .